# Calamus sumbawensis
Calamus sumbawensis är en enhjärtbladig växtart som beskrevs av Karl Ewald Maximilian Burret. Calamus sumbawensis ingår i släktet Calamus och familjen Arecaceae. Inga underarter finns listade i Catalogue of Life.